# Кабинет Министров Египта
Кабинет министров Египта (Араб.: مجلس وزراء مصر) — главный исполнительный орган Арабской Республики Египет. Состоит из Премьер-министра и кабинета министров. Правительство играет ведущую роль в формировании повестки дня в здании Парламента. Кабинет министров может предложить законы в Парламент, а также изменений, вносимых во время парламентских заседаний. Он может использовать некоторые процедуры для ускорения парламенте. Кабинет несёт обязанность только перед Народным собранием.

## Состав Кабинета министров[1]
Кабинет министров (с 3 августа) состоит из:
- Председателя — главы переходного правительства
- Министров — полноправных членов кабинета министров. В настоящее время существует 24 полных министров в правительстве.
- Государственных министров — Государственные министры это «младшие министры», которые возложены конкретные обязанности или учреждений. Портфели министров состояние значительно более преходящи, как позиции могут быть созданы и растворенные под конкретные краткосрочные государственные приоритеты и конкретные требования, предъявляемые кандидатам без изменения в ведомственной структуре, например, Государственное министерство по вопросам окружающей среды.
- Министров без портфеля — министры, не возглавляющие никакое министерство.
- Заведующих кафедрами — которые возглавляют некоторые важные отделы, которые не подпадают под юрисдикцию любого из министров.
- Министров-делегатов — помощника министра